# Tour des Flandres 1949
Le Tour des Flandres 1949 est la 33e édition du Tour des Flandres. La course a lieu le 10 avril 1949, avec un départ à Gand et une arrivée à Wetteren sur un parcours de 260 kilomètres. 
Le vainqueur final est l'italien Fiorenzo Magni, qui s'impose devant les belges Valère Ollivier et Briek Schotte. Il s'agit de la première victoire d'un coureur italien sur cette classique et la première d'un non-belge depuis le Suisse Henri Suter en 1923.
La course est l'une des épreuves comptant pour le Challenge Desgrange-Colombo.

## Classement final
|    | Coureur               | Pays     | Équipe             | Temps           |
| -- | --------------------- | -------- | ------------------ | --------------- |
| 1  | Fiorenzo Magni        | Italie   | Wilier Triestina   | 7 h 21 min 00 s |
| 2  | Valère Ollivier       | Belgique | Bertin-Wolber      |                 |
| 3  | Briek Schotte         | Belgique | Alcyon-Dunlop      |                 |
| 4  | Ernest Sterckx        | Belgique | Alcyon-Dunlop      |                 |
| 5  | Raymond Impanis       | Belgique | Alcyon-Dunlop      |                 |
| 6  | André Declerck        | Belgique | Bertin-Wolber      |                 |
| 7  | Louis Caput           | France   | Olympia-Dunlop     |                 |
| 8  | Lode Anthonis         | Belgique | Erka               |                 |
| 9  | Maurice Diot          | France   | Mercier-Hutchinson |                 |
| 10 | Martin van den Broeck | Belgique | Starnord-Wolber    |                 |